# 都立工業専門学校 (旧制)
| 都立工業専門学校 （都立工専） | 都立工業専門学校 （都立工専）     |
| ----------------------------- | --------------------------------- |
| 創立                          | 1940年                            |
| 所在地                        | 東京都品川区                      |
| 初代校長                      | 清家正                            |
| 廃止                          | 1951年                            |
| 後身校                        | 東京都立大学 （現・東京都立大学） |
| 同窓会                        | 都立工業専門学校 同窓会           |

都立工業専門学校 （とりつこうぎょうせんもんがっこう） は、1940年 （昭和15年） に設立された旧制専門学校。略称は都立工専。創立時の名称は府立高等工業学校 （略称： 府立高工） 。

## 概要
- 内地では日本最初の公立高等工業学校、（東京）府立高等工業学校として設立された。
- 元々は 8年制高等工業学校 （5年制工業学校 + 3年制高等科） として計画されたが、法令上の制約により 3年制高等科部分を分離して設立されたものである。
- 府立高工創立時には、本科 （修業年限 3年） に機械工学科・電気工学科を設置した （後に建設科・第二部機械工学科・女子部別科を設置）。
- 東京都発足により都立高等工業学校に、第二次世界大戦末期に都立工業専門学校に改称された。
- 学制改革で新制東京都立大学 (1949-2011)工学部 （現 東京都立大学 (2020-)） の前身の一つとなった。
- 同窓会は 「都立工業専門学校同窓会」 と称する。
- 新制東京都立工業高等専門学校 （都立高専、現・東京都立産業技術高等専門学校） とは別の学校であるが、都立工専は同校の事実上の源流となった。

## 沿革

### 前史
- 1934年12月27日： 文部省により東京府立電機工業学校設立認可。
  - 修業年限5年、入学資格は尋常小学校卒業程度。3年制の高等科を併設する 8年制高等工業学校として申請されたが、実業学校令・専門学校令の枠に収まらないため許可されず、5年制の中等学校部分のみで申請・認可された （類似の 7年制一貫教育は、東京府立航空工業学校、大阪市立都島工業学校でも計画されたが実現を見ず、既存工業学校への高等工業学校の附設となった）。
- 1935年1月17日： 東京府、電機工業学校設立を告示。
- 1935年4月1日： 東京府立電機工業学校開校。
  - 本科に機械工業科・原動機科・機械工作科・電気工作科を設置。
- 1939年： 第1期生徒の 5年 （最終学年） 進級を機に高等工業部設立を申請。認可されず。

### 府立（都立）高等工業学校時代
- 1940年1月30日： 府立高等工業学校設立認可。
  - 8年制一貫教育は許可されず、高等工業学校の附設となった。
- 1940年4月： 府立高等工業学校開校。
  - 本科 （修業年限3年） に機械工学科・電気工学科を設置。
- 1942年3月： 第二部 （夜間部） を設置 （機械工学科）。
- 1943年7月1日： 東京都発足に伴い都立高等工業学校と改称。
- 1944年3月： 女子部別科 （修業年限1年） を設置。

### 都立工業専門学校時代
- 1944年4月： 都立工業専門学校と改称。
- 1946年3月： 本科に建設科を増設。技術専修科 （修業年限1年）・指導員養成科 （修業年限6ヶ月） を設置。
  - 技術専修科・指導員養成科は、厚生省東京機械技術員養成所 （前身は1935年設立の東京府機械工養成所） を移管したもの。
- 1949年4月： 新制東京都立大学発足。
  - 都立工専は工学部の母体の一つとなった。
  - 東京都立電機工業学校は新制鮫洲高等学校となった後、1950年1月、東京都立大学附属工業高等学校となった （1957年4月、東京都立工業短期大学附属工業高等学校となり、1962年3月、全日制課程を廃止して東京都立工業高等専門学校を設置。定時制課程は1967年4月、東京都立鮫洲工業高等学校と改称）。
- 1951年3月： 旧制都立工業専門学校・旧制東京都立電機工業学校廃止。

## 校地
東京市品川区鮫洲町237番地 （現 東京都品川区東大井1-10-40） の東京府立電機工業学校に併設され、廃止まで同地を使用した （鮫洲校舎）。新制東京都立大学工学部は鮫洲校舎で発足したが、1961年12月、世田谷区深沢に移転 （深沢キャンパス、理学部と共同のキャンパス）。1991年、現在の八王子市南大沢に統合移転した （南大沢キャンパス）。
旧鮫洲校地は東京都立大学工学部の移転後、東京都立工業高等専門学校 （2010年3月廃止）・東京都立鮫洲工業高等学校 （定時制、2007年3月廃止） に使用された。現在は、東京都立工業高等専門学校および後身の東京都立産業技術高等専門学校・産業技術大学院大学が使用している。

## 歴代校長
- 初代： 清家正
  - 前身の東京府立電機工業学校設立から都立工専廃止までの校長。元・神戸高等工業学校（新制神戸大学工学部の前身）教授。
  - 新制東京都立大学 初代工学部長。

## 著名な出身者
- 杉浦喬也 - 元国鉄総裁、元運輸事務次官（東京府立電機工業学校中退 - 旧制一高）
- 西村京太郎 - 推理作家（東京都立電機工業学校 昭和23年3月）

## 関連書籍
- 東京都立大学三十年史編纂委員会（編）　『東京都立大学三十年史』　1981年3月。
- 東京都立大学事務局企画調整課（編）　『東京都立大学五十年史』　2000年3月。